# Owczarek z Majorki
Owczarek z Majorki – jedna z ras psów należąca do grupy psów pasterskich i zaganiających, zaklasyfikowana do sekcji psów pasterskich (owczarskich). Rasa powstała w XVIII wieku na Balearach z psów sprowadzonych z kontynentu. Nie podlega próbom pracy.

## Wygląd

### Budowa
Ca de Bestiar to pies o budowie średnioliniowej. Dopuszcza się u suk długość, która może przekraczać wysokość w kłębie. Sylwetka jest proporcjonalna, mocna, muskularna.

### Szata i umaszczenie
Jedynym dopuszczalnym kolorem jest czarny. Biel może występować jedynie w formie znaczeń na przedpiersiu, w postaci na dole szyi, na łapach przednich i tylnych, na pazurach i końcach palców. Zasięg bieli ma wpływ na punktowanie oceny. Najbardziej ceniona jest czerń dżetowa.  
Istnieją dwie odmiany tej rasy: krótkowłosa i długowłosa. Krótkowłosa jest bardziej popularna.

## Zachowanie i charakter
Uznaje tylko jednego pana, wobec niego jest oddany i z trudnością akceptuje awanse ze strony obcych osób. Inteligentny, pojętny. Odporny na niekorzystne warunki pogodowe – jedna z nielicznych ras dobrze znoszących wysokie temperatury, pomimo czarnego umaszczenia. Krzepki i ruchliwy.

## Użytkowość
Hodowany jest jako pies pasterski, stróżujący i obronny.

## Popularność
W Polsce jest rasą unikatową.